# 1603 год в науке
В 1603 году произошли различные научные и технологические события, некоторые из которых представлены ниже.

## События
- 17 августа — стараниями Федерико Чези создана старейшая в Италии академия наук,  Национальная академия деи Линчеи[1].

## Публикации
- Немецкий астроном Иоганн Байер опубликовал «Уранометрию», первый в истории астрономии атлас звёздного неба современного типа, охватывающий всю небесную сферу. В атласе автор также предложил закрепившуюся в астрономии систему обозначения звёзд греческими буквами (обозначения Байера)[2].
- Итальянский математик Пьетро Катальди открыл шестое и седьмое совершенные числа, которые опубликовал в своём «Трактате о совершенных числах» (итал. Trattato de' numeri perfetti}[3].
- Голландский мореплаватель Фредерик де Хаутман в трактате «Spraeck ende woordboeck inde Maleysche ende Madagaskarsche talen» описал 303 неизвестные ранее звезды южного полушария неба, а также (впервые в мире) привёл словари и учебники малайского и малагасийского языков[4].

## Родились
См. также: Категория:Родившиеся в 1603 году
- 15 сентября — Ян Йонстон, польский натуралист и врач, автор знаменитой энциклопедии «Всеобщее обозрение естественной истории» (умер в 1675 году).
- (?) — Абел Янсзон Тасман, голландский мореплаватель, исследователь южных морей, в честь которого назван остров Тасмания и Тасманово море (умер в 1659 году).

## Скончались
См. также: Категория:Умершие в 1603 году
- 23 февраля — Франсуа Виет, французский математик, создатель символической алгебры[5] (род. в 1540 году).
- 4 мая — Остилио Риччи, итальянский математик, ученик Никколо Тартальи и учитель Галилея (род. в 1540 году).
- 30 ноября — Уильям Гильберт, английский физик, который придумал термин «электричество» и внёс в физику значительный вклад, в том числе создал первую теорию магнитного взаимодействия (род. в 1544 году).